# Liste der Biografien/Hilt
Liste der Biografien |
Portal Biografien |
Personensuche
# |
A |
B |
C |
D |
E |
F |
G |
H |
I |
J |
K |
L |
M |
N |
O |
P |
Q |
R |
S |
T |
U |
V |
W |
X |
Y |
Z |
?
 
Ha |
Hd |
He |
Hi |
Hj |
Hk |
Hl |
Hm |
Hn |
Ho |
Hr |
Hs |
Ht |
Hu |
Hv |
Hw |
Hy
 
Hia |
Hib |
Hic |
Hid |
Hie |
Hif |
Hig |
Hih |
Hii |
Hij |
Hik |
Hil |
Him |
Hin |
Hio |
Hip |
Hir |
His |
Hit |
Hiv |
Hiw |
Hix |
Hiy |
Hiz
 
Hila |
Hilb |
Hilc |
Hild |
Hile |
Hilf |
Hilg |
Hilh |
Hili |
Hilj |
Hilk |
Hill |
Hilm |
Hilp |
Hils |
Hilt |
Hilu |
Hilv |
Hilz
Die Liste der Biografien führt alle Personen auf, die in der deutschsprachigen Wikipedia einen Artikel haben. Dieses ist eine Teilliste mit 120 Einträgen von Personen, deren Namen mit den Buchstaben „Hilt“ beginnt.

## Hilt
- Hilt, Balz (1921–1997), Schweizer Galerist
- Hilt, Carl (1835–1888), deutscher Ingenieur
- Hilt, Caspar (1765–1829), deutscher Jurist

### Hilta
- Hiltawski, Barbara (* 1950), deutsche Lehrerin und Politikerin (SPD)

### Hiltb
- Hiltbold von Werstein († 1329), Abt und Bibliothekar von St. Gallen
- Hiltbolt von Schwangau, MinnesängerHiltbolt von Schwangau

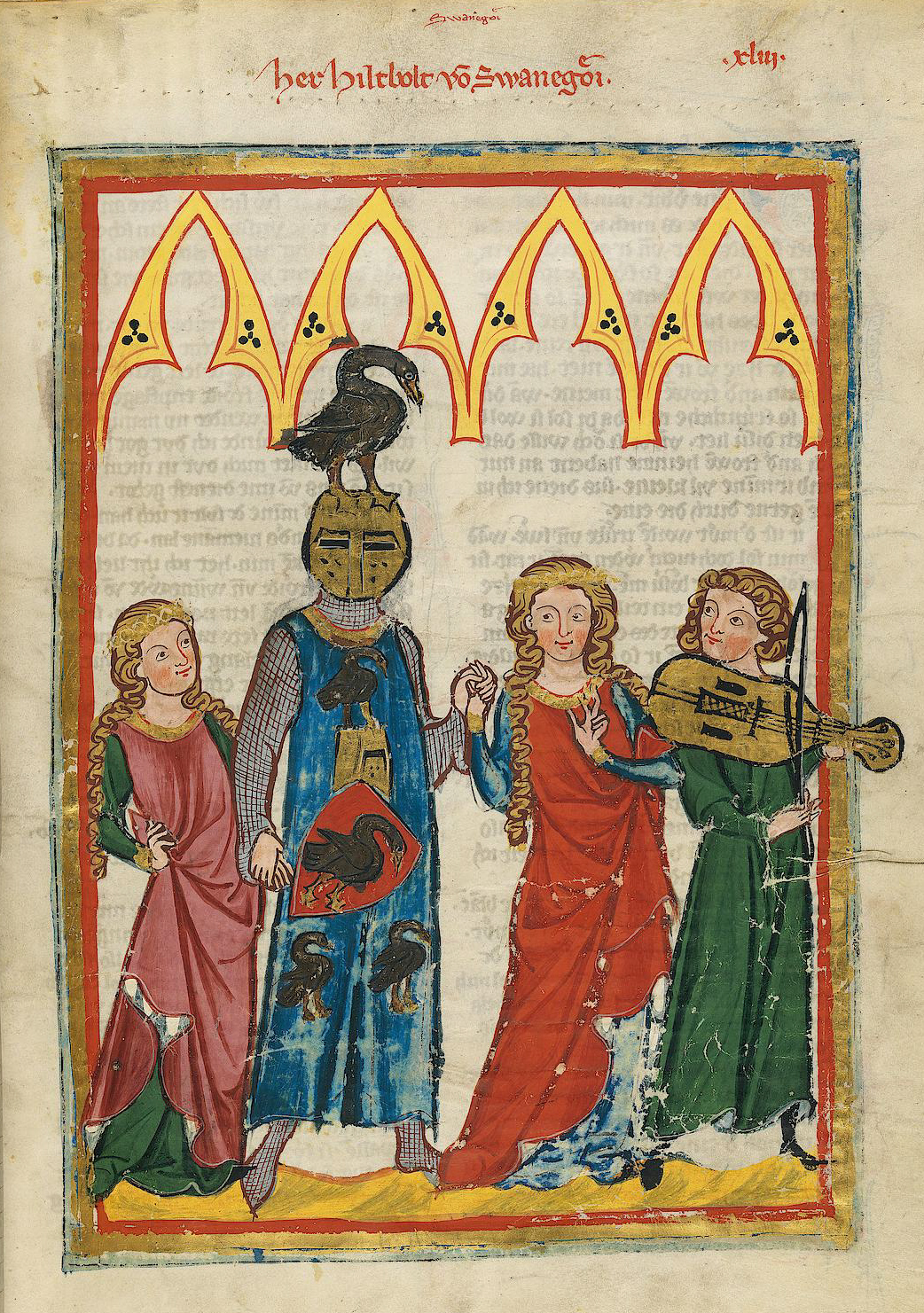
Hiltbolt von Schwangau

- Hiltbrand, Livio (* 2003), Schweizer Skirennfahrer
- Hiltbrunner, Erika (* 1962), Schweizer Botanikerin
- Hiltbrunner, Hermann (1893–1961), Schweizer Schriftsteller und Dichter
- Hiltbrunner, Otto (1913–2017), Schweizer Klassischer Philologe

### Hilte
- Hiltebold († 1131), Bischof von Gurk
- Hiltebrand, Hans (* 1945), Schweizer Bobfahrer
- Hiltebrand, Meta (* 1983), Schweizer Fernsehköchin und Gastrounternehmerin
- Hiltebrandt, Jodocus Andreas (1667–1746), deutscher lutherischer Theologe
- Hiltebrant, Johannes, deutscher humanistischer Lehrer
- Hiltegund von Münchaurach, deutsche Heilige (möglicherweise fiktiv)
- Hilten, Johann, deutscher Franziskaner
- Hilten, Mariken van (* 1964), niederländische Juristin
- Hiltensperger, Johann Georg (1806–1890), deutscher Historienmaler
- Hilterman, Jeredy (* 1998), surinamischer FußballspielerJeredy Hilterman (* 1998)

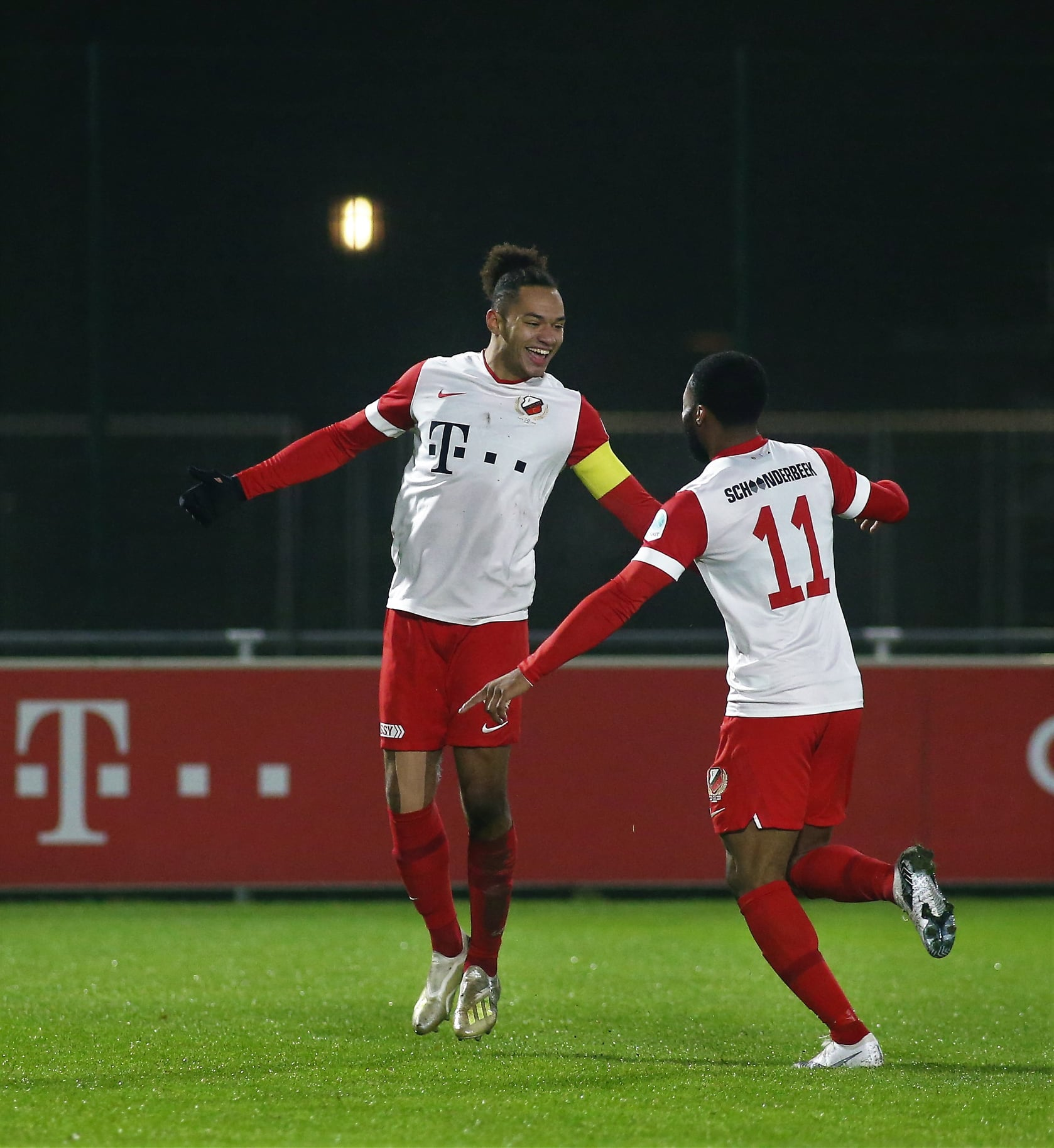
Jeredy Hilterman (* 1998)

- Hiltermann, Heinrich (1911–1998), deutscher Paläontologe

### Hilti
- Hilti, Daniel (* 1965), liechtensteinischer Politiker VU und Pädagoge
- Hilti, Diana (* 1973), liechtensteinische Politikerin
- Hilti, Gottfried (1903–1977), liechtensteinischer Bildhauer
- Hilti, Hans (1901–1973), liechtensteinischer Metzgermeister und Politiker
- Hilti, Hubert (* 1963), liechtensteinischer Skirennläufer
- Hilti, Jonas (* 2000), liechtensteinischer Fußballspieler
- Hilti, Martin (1915–1997), liechtensteinischer Unternehmer und Nationalsozialist
- Hilti, Peter (* 1972), liechtensteinischer Politiker
- Hilti, Roland (* 1963), Liechtensteiner Lehrer und Sportler
- Hilti, Toni (1914–2006), liechtensteinischer Unternehmer
- Hiltin († 923), Bischof von Augsburg

### Hiltl
- Hiltl, Ambrosius (1877–1969), deutsch-schweizerischer Unternehmensgründer
- Hiltl, Eleonora (1905–1979), österreichische Lehrerin und Politikerin (ÖVP), Landtagsabgeordnete, Mitglied des Bundesrates
- Hiltl, Erich (1932–2020), deutscher Chorleiter und Dirigent
- Hiltl, Georg (1826–1878), deutscher Theaterschauspieler, -regisseur und Schriftsteller
- Hiltl, Heinrich (1910–1982), österreichisch-französischer Fußballspieler und Trainer
- Hiltl, Hermann (1872–1930), österreichischer Offizier und Führer der Frontkämpferbewegung
- Hiltl, Josef (1889–1979), deutscher römisch-katholischer Geistlicher, Weihbischof in Regensburg

### Hiltm
- Hiltmann, Barbara (* 1954), deutsche Filmeditorin
- Hiltmann, Fritz (* 1879), deutscher Unternehmer und Wehrwirtschaftsführer
- Hiltmann, Jochen (* 1935), deutscher Bildhauer, Grafiker, Kunstkritiker und Filmemacher
- Hiltmann, Torsten (* 1976), deutscher Historiker

### Hiltn
- Hiltner, Erhard (1893–1934), deutscher Agrarwissenschaftler
- Hiltner, Felicitas (1876–1905), deutsche Missionsbenediktinerin und Märtyrin
- Hiltner, Gregor (* 1950), deutscher Künstler
- Hiltner, Lorenz (1862–1923), deutscher Agrarwissenschaftler
- Hiltner, Michael (* 1941), US-amerikanischer Radrennfahrer
- Hiltner, William Albert (1914–1991), US-amerikanischer Astronom

### Hilto
- Hilton, Albert, Baron Hilton of Upton (1908–1977), britischer Gewerkschaftsfunktionär und Politiker (Labour Party), Mitglied des House of Commons
- Hilton, Anthony J. W. (* 1941), britischer Mathematiker
- Hilton, Arthur (1897–1979), britisch-amerikanischer Filmeditor, -regisseur und -produzent
- Hilton, Barron (1927–2019), US-amerikanischer Unternehmer
- Hilton, Brandon (* 1987), US-amerikanischer Sänger, Songwriter, Model und Schauspieler
- Hilton, Cara (* 1975), schottische Politikerin
- Hilton, Chris (* 1967), deutscher Pornodarsteller und Pornoproduzent
- Hilton, Conrad (1887–1979), US-amerikanischer Hotelier und Gründer der Hilton Hotel CorporationConrad Hilton (1887–1979)

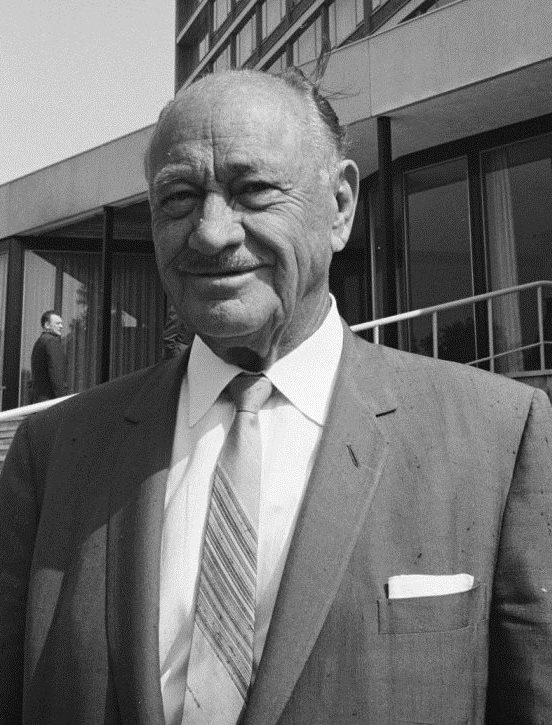
Conrad Hilton (1887–1979)

- Hilton, Conrad Jr. (1926–1969), US-amerikanischer Manager
- Hilton, Daisy (1908–1969), anglo-amerikanische Schauspielerin und Siamesischer Zwilling
- Hilton, Dave (* 1963), kanadischer Boxer
- Hilton, Erika (* 1992), afrobrasilianische Transgender-Aktivistin und -Politikerin
- Hilton, Francesca (1947–2015), US-amerikanische Schauspielerin, Komödiantin und Autorin
- Hilton, George (1934–2019), uruguayischer Schauspieler
- Hilton, Hanna (* 1984), US-amerikanische Pornodarstellerin
- Hilton, Ian, britischer Kameramann
- Hilton, James (1900–1954), englischer Schriftsteller
- Hilton, Jennifer, Baroness Hilton of Eggardon (* 1936), britische Labour Life Peer im House of Lords und ehemaliger Commander der Metropolitan Police in London
- Hilton, John (* 1599), englischer Komponist der Renaissance
- Hilton, John (1942–2017), US-amerikanischer American-Football-Spieler
- Hilton, John (* 1947), englischer Tischtennisspieler
- Hilton, Kathy (* 1959), US-amerikanische Schauspielerin und GesellschaftsdameKathy Hilton (* 1959)

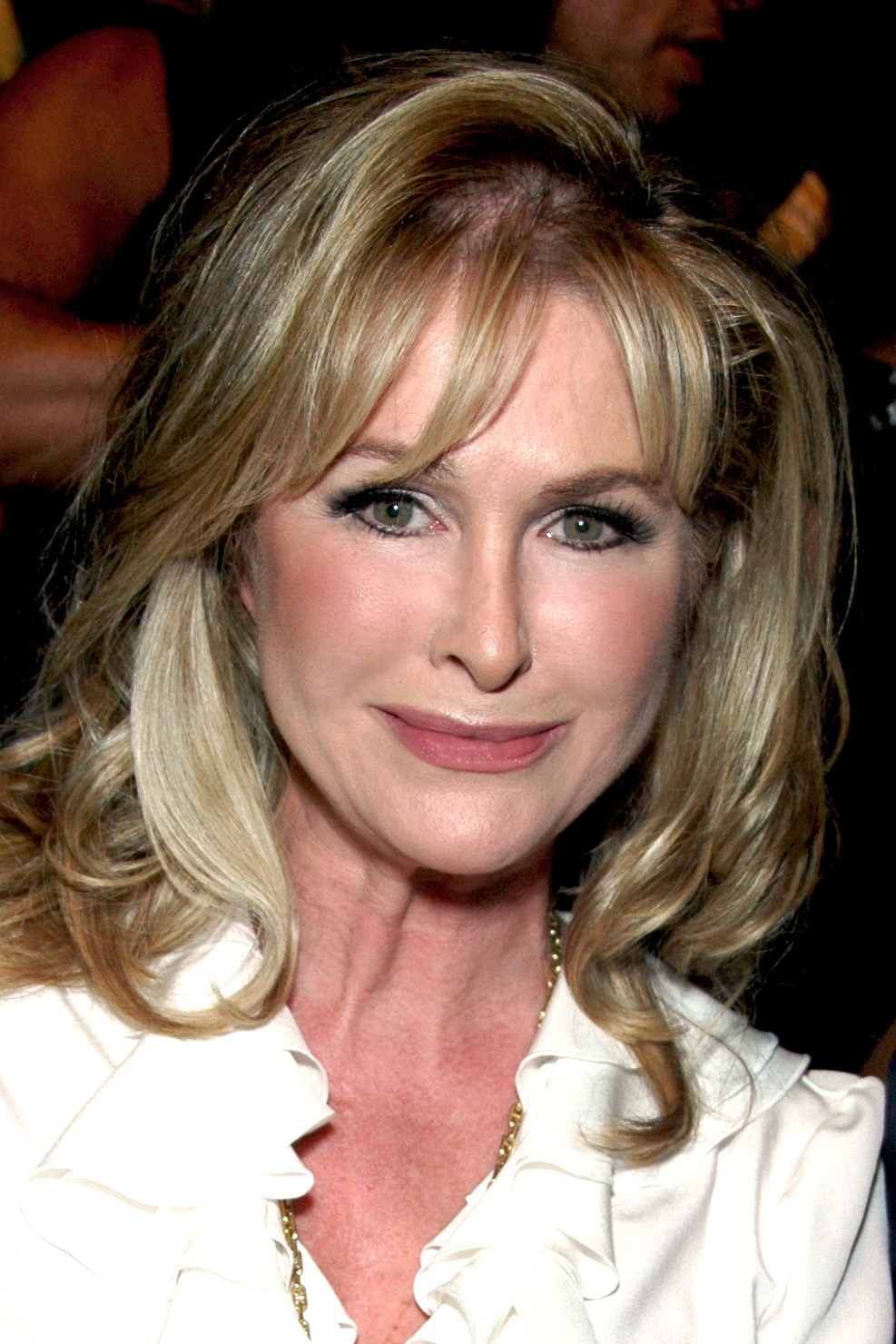
Kathy Hilton (* 1959)

- Hilton, Lisa, US-amerikanische Smooth Jazz-Pianistin, Komponistin und Musikproduzentin
- Hilton, Marshal, US-amerikanischer Schauspieler, Synchronsprecher und Tierschützer
- Hilton, Matthew (* 1965), kanadischer Boxer im Halbmittelgewicht
- Hilton, Mike (* 1994), US-amerikanischer Footballspieler
- Hilton, Nicky (* 1983), US-amerikanisches Fotomodell, Unternehmerin, Designerin und Hotelerbin
- Hilton, Ozzie, US-amerikanischer Badmintonspieler
- Hilton, Paris (* 1981), US-amerikanisches MedienpersönlichkeitParis Hilton (* 1981)

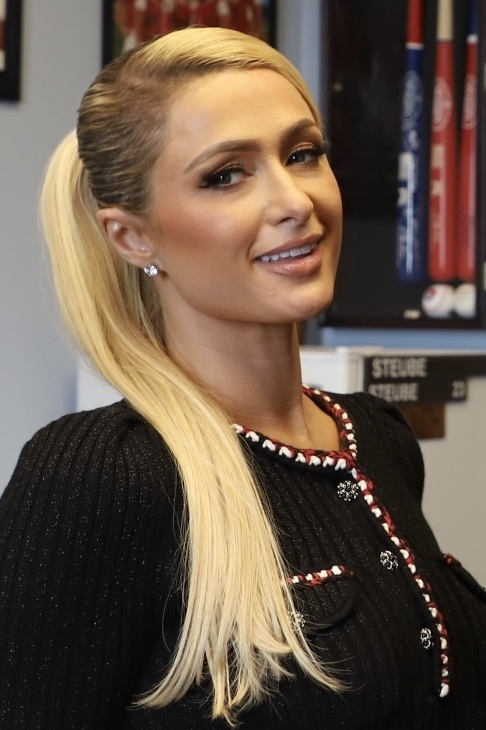
Paris Hilton (* 1981)

- Hilton, Paul (* 1959), englischer Fußballspieler
- Hilton, Perez (* 1978), US-amerikanischer Blogger
- Hilton, Peter (1923–2010), britischer Mathematiker
- Hilton, Richard (* 1955), US-amerikanischer Hotelerbe, Börsenhändler und Entwickler von Luxusartikeln
- Hilton, Robert Benjamin (1821–1894), US-amerikanischer Jurist, Zeitungsbesitzer und -redakteur sowie konföderierter Offizier und Politiker
- Hilton, Roger (1911–1975), britischer Maler
- Hilton, Ronnie (1926–2001), britischer Popsänger
- Hilton, T. Y. (* 1989), US-amerikanischer American-Football-Spieler
- Hilton, Tyler (* 1983), US-amerikanischer Schauspieler und Sänger
- Hilton, Violet (1908–1969), US-amerikanische Schauspielerin und Siamesischer Zwilling
- Hilton, Vitorino (* 1977), brasilianischer Fußballspieler
- Hilton, William (1786–1839), englischer Maler
- Hilton-Jacobs, Lawrence (* 1953), US-amerikanischer Schauspieler und Sänger

### Hiltp
- Hiltpold, Anne (* 1973), Schweizer Anwältin und Politikerin (FDP)
- Hiltpold, Hugues (* 1969), Schweizer Politiker (FDP)
- Hiltpold, Thomas (* 1960), Schweizer Politiker (GP)
- Hiltprand, Bonifatius († 1689), Abt des Klosters Gotteszell

### Hiltr
- Hiltrop, Friedrich (1761–1833), preußischer Verwaltungsbeamter und Landrat
- Hiltrop, Natascha (* 1992), deutsche Behindertensportlerin
- Hiltrud, Heilige
- Hiltrud (715–754), Herzogin von Bayern

### Hilts
- Hiltstein, Johannes, deutscher Kirchenlieddichter

### Hiltu
- Hiltunen, Eila (1922–2003), finnische Bildhauerin
- Hiltunen, Jukka (* 1965), finnischer Schauspieler
- Hiltunen, Onni (1895–1971), finnischer sozialdemokratischer Politiker, Mitglied des Reichstags
- Hiltunen, Reino (1924–2021), finnischer Leichtathlet
- Hiltunen-Toivio, Päivi (* 1952), finnische Juristin und Diplomatin

### Hilty
- Hilty Haller, Brigitte (* 1969), Schweizer Politikerin
- Hilty, Augustin (1896–1955), liechtensteinischer Maler und Sportschütze
- Hilty, Carl (1833–1909), Schweizer StaatsrechtlerCarl Hilty (1833–1909)

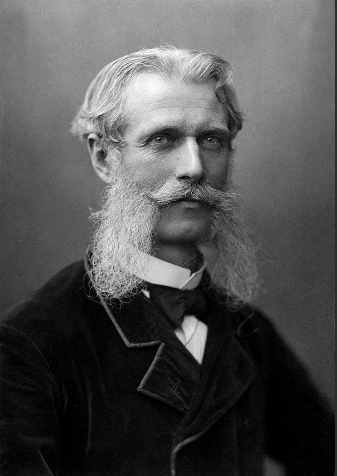
Carl Hilty (1833–1909)

- Hilty, Gerold (1927–2014), Schweizer Romanist
- Hilty, Hans Rudolf (1925–1994), Schweizer Schriftsteller und Publizist
- Hilty, Megan (* 1981), US-amerikanische Theater- und Fernsehschauspielerin
- Hilty, Paravizin (1806–1866), Schweizer Kaufmann und Politiker
- Hilty, Reto M. (* 1958), Schweizer Rechtswissenschaftler und Direktor am Max-Planck-Institut für Innovation und Wettbewerb in München
- Hilty, Rudolf (1815–1905), Schweizer Unternehmer und Politiker
- Hilty, Steven Leon (* 1945), US-amerikanischer Ornithologe
- Hilty-Gröbly, Frida (1893–1957), Schweizer Lehrerin, Schriftstellerin und Mundartdichterin

### Hiltz
- Hiltz, Frederick James (* 1954), kanadischer Geistlicher, Primas der Anglican Church of Canada
- Hiltz, Nichole (* 1978), US-amerikanische Filmschauspielerin
- Hiltz, Nikki (* 1994), US-amerikanische Leichtathletin
- Hiltz, William (1873–1936), 39. Bürgermeister von Toronto